# Roquefort, Gers
Roquefort är en kommun i departementet Gers i regionen Occitanien i sydvästra Frankrike. Kommunen ligger i kantonen Jegun som tillhör arrondissementet Auch. År 2022 hade Roquefort 277 invånare.

## Befolkningsutveckling
Antalet invånare i kommunen Roquefort
Referens:INSEE